# Parafia Najświętszej Maryi Panny Królowej Polski w Dąbrowie Górniczej
Parafia Najświętszej Maryi Panny Królowej Polski w Dąbrowie Górniczej – rzymskokatolicka parafia położona w dekanacie dąbrowskim - św. Antoniego z Padwy, diecezji sosnowieckiej, metropolii częstochowskiej w Polsce, erygowana w 1983 roku.